# Баран Роман Левкович

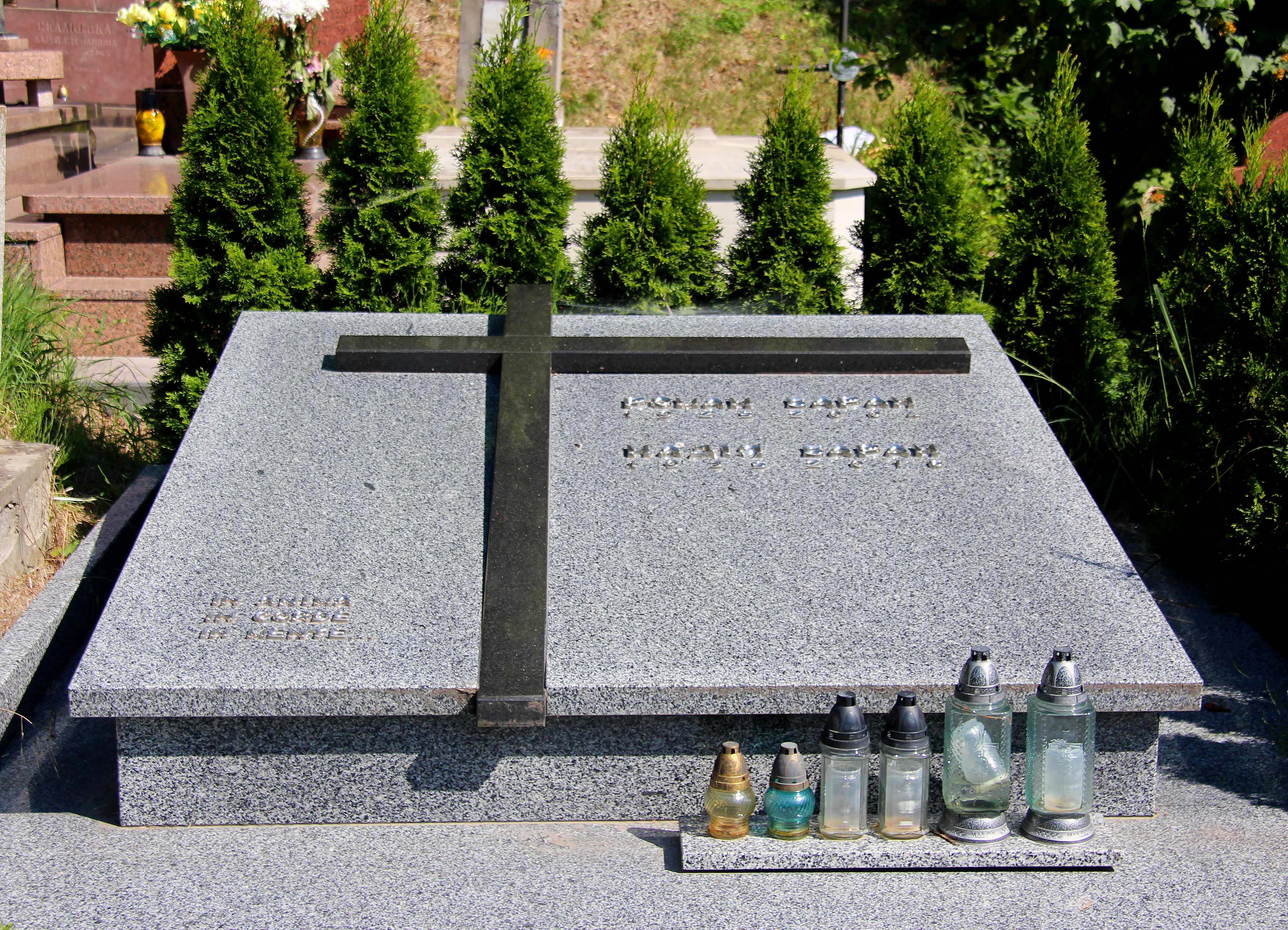

Баран Роман Левкович (22 грудня 1925, м. Снятин, Івано-Франківської області — 15 грудня 2004, м. Львів) — український фотохудожник. Брат художника Володимира Барана.

## Життєвий та творчий шлях
Народився у сім'ї художника у Снятині на Прикарпатті у 1925 році. Навчався у Станіславській українській гімназії (1933—1938 р.), у Краківській школі мистецтв (1943).
Завідував фотостудіями у Снятині, Станіславі, Калуші, Коломиї (1946—1959), у Запоріжжі, Донецьку, Львові, Києві.
У 70-80-х роках вважався зіркою української художньої фотографії. Фотосалон на Бульварі Шевченка у Києві з постійно вивішеною у вітрині добіркою його знімків став справжньою візиткою центру Києва. Він був автором сотень портретів українських та світових діячів знаменитостей (не лише культури та мистецтва, а й політичних, починаючи від Щербицького та завершуючи генералами Саддама Хуссейна).
Був одним із перших, хто отримав звання фотохудожника в Україні, майстер фотоколажу.
За портрет художника-дисидента Опанаса Заливахи та участь у комітеті за відродження Хортиці (1965) звільнений з посади директора Центральної фотостудії, його позбавлено звання «Фотохудожник», заборонено виставлятися.
Автор 400 публікацій у періодиці, у тому числі у фотомистецькому журналі «Світло і тінь», членом редколегії якого був від 1990 р.
Ініціатор та організатор перших фотоклубів у Запоріжжі та Донецьку.
Похований на полі № 49 Личаківського цвинтаря .

## Визнання
У 1984 році Американська асоціація фотохудожників (PSA) вписала його до списку 50-ти найбільш відомих фотомайстрів світу та до десятки найкращих фотографів Європи.
Почесний член національних фотографічних товариств у Польщі (Краків, Варшава), Югославії (Сараєво), Англійського Королівського фототовариства (Единбург), Франції (Бордо), Бельгії (Кортрійк), Італії (Турин).

## Нагороди
9 гран-прі (Італія, Франція — двічі, Бельгія, Малайзія, Данія, Гонконг, Японія).
Золоті медалі FIAP (Міжнародна асоціація фотомитців) — двічі, Золоті медалі PSA (Американська асоціація фотомистецтва) — двічі.
23 золоті медалі, 41 — срібна, 59 — бронзових.
Тричі лауреат медалі НЕТІСА (Франція).
Срібна та бронзові медалі ВДНГ.

## Виставки
Персональних — 16 (Львів, Запоріжжя, Київ).
Закордонні: Фінляндія (1973), Польща (1968), НДР (1969).
Організатор українських виставок фотопортрету (загалом — 13).